# Víctor Hugo Cárdenas

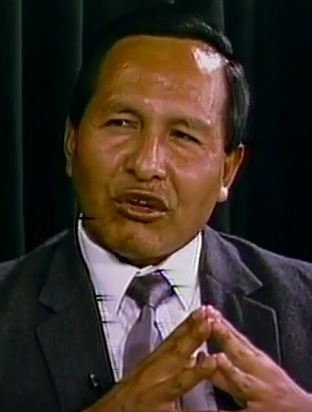
Víctor Hugo Cárdenas

Víctor Hugo Cárdenas Conde (* 4. Juni 1951 in der Provinz Ingavi) ist ein bolivianischer Politiker. Er gehört der indigenen Volksgruppe der Aymara an und amtierte von August 1993 bis August 1997 unter Präsident Gonzalo Sánchez de Lozada als Vizepräsident des bolivianischen Staates. Als dieser war er der erste Angehörige einer indigenen Volksgruppe, der das Amt innehatte. Der indigene Nachname seines Vaters war Choquehuanca, doch dieser ließ seinen Namen zum spanischen Namen seiner Frau ändern, um eine Universität besuchen zu können. Cárdenas selbst studierte Linguistik.

## Politische Karriere
Während der Zeit seiner Vizepräsidentschaft gehörte er der Partei Movimiento Nacionalista Revolucionario an und ist inzwischen Mitglied von Unidad Cívica Solidaridad. Für diese Partei trat er bei den Präsidentschaftswahlen in Bolivien 2019 an, holte jedoch lediglich 25.283 bzw. 0,41 % der Wählerstimmen und wurde damit der achtplatzierte von insgesamt neun Kandidaten.
Wenige Tage vor der Wahl sprach er sich dafür aus, die Wahlen aufgrund der Unruhen im Land zu verschieben. Als sein Vizepräsidentschaftskandidat bewarb sich Humberto Peinado, ein evangelikaler Pastor und Abtreibungsgegner. Cárdenas war bei der Wahl neben dem südkoreanischstämmigen Arzt Chi Hyun Chung einer von zwei evangelikalen Kandidaten. Beide wurden im Zuge der Wahl mit dem Präsidenten Brasiliens, Jair Bolsonaro, verglichen. Cárdenas sprach sich gegen Feminismus sowie Rechte für Homosexuelle aus und schlug vor, um häusliche Gewalt zu verhindern, Frauen verstärkt zu bewaffnen. Darüber hinaus gab er an, als erste Amtshandlung im Falle eines Wahlsieges den Schlachtruf der Streitkräfte Boliviens Patria o muerte (deutsch: Heimat oder Tod) abschaffen zu wollen, da dieser von Präsident Evo Morales verstärkt gebraucht wurde. Cárdenas sprach im Zuge der Wahlen auch von den von ihm befürchteten Attacken auf die politische Opposition, wie es in Venezuela der Fall sei. Die 2014 von Morales angestrebte Uhrenreform (Anordnung der Ziffern auf den Ziffernblättern gegen den Uhrzeigersinn als Ausdruck der Dekolonisation) lehnte er ab und bezeichnete den Vorschlag als lächerlich.
Cárdenas ist mit Lidia Catari verheiratet.